# Эбенхольц
Эбенхольц (нем. Ebenholz) — деревня в Лихтенштейне в общине Вадуц. Расположена в центре страны северней столицы, смыкаясь с ней, вдоль западной границы с Швейцарией. С севера ограничена деревней Мюлехольц. Так же, как последний, делится дорогой Ландштрассе 28, хотя отдельных названий получающиеся части не имеют.
Хотя средняя высота деревни над уровнем моря 455 метров, в существенной части восточной части деревни высоты превышают 500 метров над уровнем моря, вплоть до 600 метров.
В деревне находятся офисы Telecom Liechtenstein AG, AXA Winterthur, Vaterländische Union, Netcetera; спортклуб сквоша, Weingut des Fürsten von Liechtenstein Fürstliche Domäne (винный дом), а также некая фабрика. В деревне находится отдел швейцарской компании Orca Engineering, которая специализируется на спортивных автомобилях, собирающих спорткар R113, одну из самых быстрых машин в мире.
Автобусная остановка в деревне называется нем. Vaduz, Ebenholz/Universität (Вадуц, Эбенхольц/Университет), при этом автобусы ходят с 5:30 до 23:00 с интервалом в 10—30 минут.

## Достопримечательности
В местечке Эбенхольц находится часовня святого Иосифа, построенная в 1930—1931 годах. Также здесь есть лютеранская церковь, построенная в 1962—1963 годах в современном стиле.